# Lasgo
I Lasgo sono un trio di musica dance belga. Il gruppo, formatosi nel 2000, è composto da Jelle Van Dael come cantante (dopo che Evi Goffin ha lasciato la band nel 2008) e da Peter Luts e Jef Martens come Dj producer.

## Storia
La loro prima apparizione fu all'Holiday Party, una festa scolastica in Belgio. L'emittente televisiva The Music Factory registrò l'evento per produrre un videoclip. Nell'ottobre 2001 la band vinse anche un premio per Something, decretato il Miglior Singolo Nazionale in Belgio.
Il gruppo ha venduto più di 5 milioni di copie secondo i dati discografici, con i due album Some Things e Far Away, e con i vari singoli.
Something è il singolo di debutto dei Lasgo: pubblicato nell'estate del 2001, è diventato una hit in tutta Europa.
Il gruppo ha realizzato i remix dei brani Underwater dei Delerium e The Day It Rained Forever degli Aurora.
Il video di Alone, brano pubblicato nel 2002, è stato girato a Berlino. Il gruppo ha vinto alcuni premi nel 2002, tra cui quello come "Best Dance Act of the Year" nell'ambito degli Smash Hits Awards. Nel 2004 sono stati premiati con un EBBA Award. 
Pubblicano il singolo Surrender nell'ottobre 2003.
Nel gennaio 2005 esce l'album Far Away.
Peter Luts disse nel 2008 a Belgian Radio che Evi Goffin, la prima vocalist del gruppo, avrebbe lasciato il trio dopo aver scelto di diventere mamma a tempo pieno. Il gruppo annunciò allo stesso tempo che stava cercando una nuova cantante. Insieme al canale televisivo belga Jim TV organizzarono una ricerca televisiva. La vincitrice di questo concorso fu la diciottenne Jelle van Dael, che divenne quindi la nuova cantante dei Lasgo.
Il primo singolo pubblicato con la nuova vocalist è Out of My Mind, datato novembre 2008. L'album Smile è uscito nell'ottobre 2009 e contiene gli altri singoli Gone, Lost e Over You.
Il gruppo ha pubblicato altri singoli tra il 2010 ed il 2013.
Nel settembre 2014 Jelle van Dael ha esordito da solista con il singolo Lie Machine.

## Formazione

### Formazione attuale
- Jelle Van Dael - voce (2008-oggi)
- Peter Luts - DJ producer (2000-oggi)
- Jef Martens - DJ producer (2008-oggi)

### Ex componenti
- Evi Goffin - voce (2000-2008)
- David Vervoort - Audio mixer (2000-2008)

## Discografia

### Album
- 2002 - Some Things
- 2005 - Far Away
- 2009 - Smile

### Singoli
- 2001 - Something
- 2001 - Alone
- 2002 - Pray
- 2004 - Surrender
- 2005 - All Night Long
- 2005 - Who's That Girl? (con Dave Beyer)
- 2005 - Lying
- 2008 - Out of My Mind
- 2009 - Gone
- 2009 - Lost
- 2009 - Over You
- 2010 - Tonight
- 2011 - Here with Me
- 2012 - Sky High
- 2012 - Can't Stop
- 2013 - Something 2013
- 2013 - Feeling Alive